# Rhopalodes vexillata
Rhopalodes vexillata är en fjärilsart som beskrevs av Max Joseph Bastelberger 1908. Rhopalodes vexillata ingår i släktet Rhopalodes och familjen mätare. Inga underarter finns listade.